# Pałac Stocleta
Pałac Stocleta (fr. Palais Stoclet, hol. Stocletpaleis) – prywatna rezydencja zbudowana w latach 1905–1911 w Brukseli przez austriackiego architekta Josefa Hoffmanna dla belgijskiego finansisty Adolphe'a Stocleta. 
Pałac Stocleta uważany jest za jeden z najpiękniejszych przykładów prywatnego budownictwa mieszkaniowego XX w. Stanowi własność prywatną i choć państwo partycypuje w kosztach jego utrzymania, nie jest on udostępniony do zwiedzania

## Historia
Adolphe Stoclet (1871-1949) pochodził z rodziny bankierów. Był inżynierem kolejowym, miłośnikiem sztuki i kolekcjonerem. Podczas pracy przy budowie kolei w Austrii, zafascynował się ruchem wiedeńskiej secesji i jej awangardowymi dziełami. Zwrócił uwagę zwłaszcza na prace Josefa Hoffmanna. Wezwany z powrotem do Belgii w sprawie śmierci swego ojca, Stoclet zastąpił go na czele Société Générale, dużego belgijskiego banku. Postanowił następnie zbudować w Brukseli rodzinną rezydencję. Do jej zaprojektowania zaprosił Hoffmanna i jego kolegów dając im wolną rękę, jeśli chodzi o koncepcje artystyczno-architektoniczne.
Oprócz funkcji mieszkalnej przyszła rezydencja miała pomieścić również dużą kolekcję dzieł sztuki, a także umożliwiać podejmowanie dystyngowanych gości i przyjaciół, artystom zaś – dawanie prywatnych koncertów. Hoffmann w tym czasie był w szczytowym momencie swoich możliwości twórczych. Jego dzieła były powszechnie znane, to właśnie on zaprojektował od podstaw wystawę Secesji, której był jednym z współzałożycieli. Był także nauczycielem, przez co wywarł znaczący wpływ na nowe pokolenie artystów z Wiednia i szerzej – z Europy Środkowej. Projektując rezydencję Stocleta zgromadził wokół siebie najbardziej kreatywnych członków wiedeńskiego ruchu artystycznego. Zaprojektowany w 1905 pałac został zbudowany w latach 1906–1911. Na jego otwarcie zaproszono gości, wśród których byli: Igor Strawinski, Jean Cocteau i Claude Debussy.
Rodzina Stoclet mieszkała w nim w sposób nieprzerwany aż do 2002, kiedy to zmarła baronowa Annie Stoclet. Od tego czasu posiadłość zarządzana jest przez agencję nieruchomości "Suzanne & Adolphe Stoclet ", której dyrektorzy są potomkami założyciela i spadkobierców pałacu. Sam pałac jest obecnie zamieszkały jedynie przez dwóch opiekunów. Wartość budynku szacowana była (2010) przez rzeczoznawców na 100 000 000 euro. Pałac i jego wyposażenie należą do siedmiu spadkobierców Stocleta. Belgijski rząd wygrał niedawno batalię prawną, aby zapobiec wyprzedaży mebli przez niektórych spośród nich. Choć budynek i jego wyposażenie są zabezpieczone, to nie ma wyraźnej koncepcji, co do losów posiadłości. Niektórzy spośród właścicieli pałacu dali do zrozumienia, iż gotowi byliby zgodzić się na jego ograniczone udostępnienie dla publiczności, pozostali natomiast są temu zdecydowanie przeciwni, twierdząc, iż tłumy turystów przyczynią się do zniszczenia budynku.
Budynek w swojej historii nie został poddany żadnej poważniejszej zmianie, nie licząc niewielkich zmian natury funkcjonalnej lub technicznej, oraz prac konserwacyjnych przeprowadzonych w celu zachowania jego integralności. Główne z nich to:
- usunięcie przez niemieckie władze okupacyjne podczas I wojny światowej brązowych elementów z dachu. Zostały one później odtworzone przez właścicieli zgodnie z pierwotnymi planami,
- powiększony w 1954 ganek wejściowego w związku z poszerzeniem ogrodu,
- uszczelnienie tarasu w latach 80. XX w.,
- wymiana na początku XXI w. dachówek na ganku wejściowym, pomalowanie drzwi i ram okiennych w fasadzie zachodniej i południowej, odbudowanie według planów Hoffmanna drewnianej szopy w ogrodzie,
- modernizacja instalacji elektrycznej w 1950 i w 2006.

Bez zmian pozostało wnętrze budynku, nie licząc odnowienia kilku mebli oraz zastąpienia na nich niektórych tkanin obiciowych zgodnie z oryginałem. 

## Architektura i wystrój wnętrz

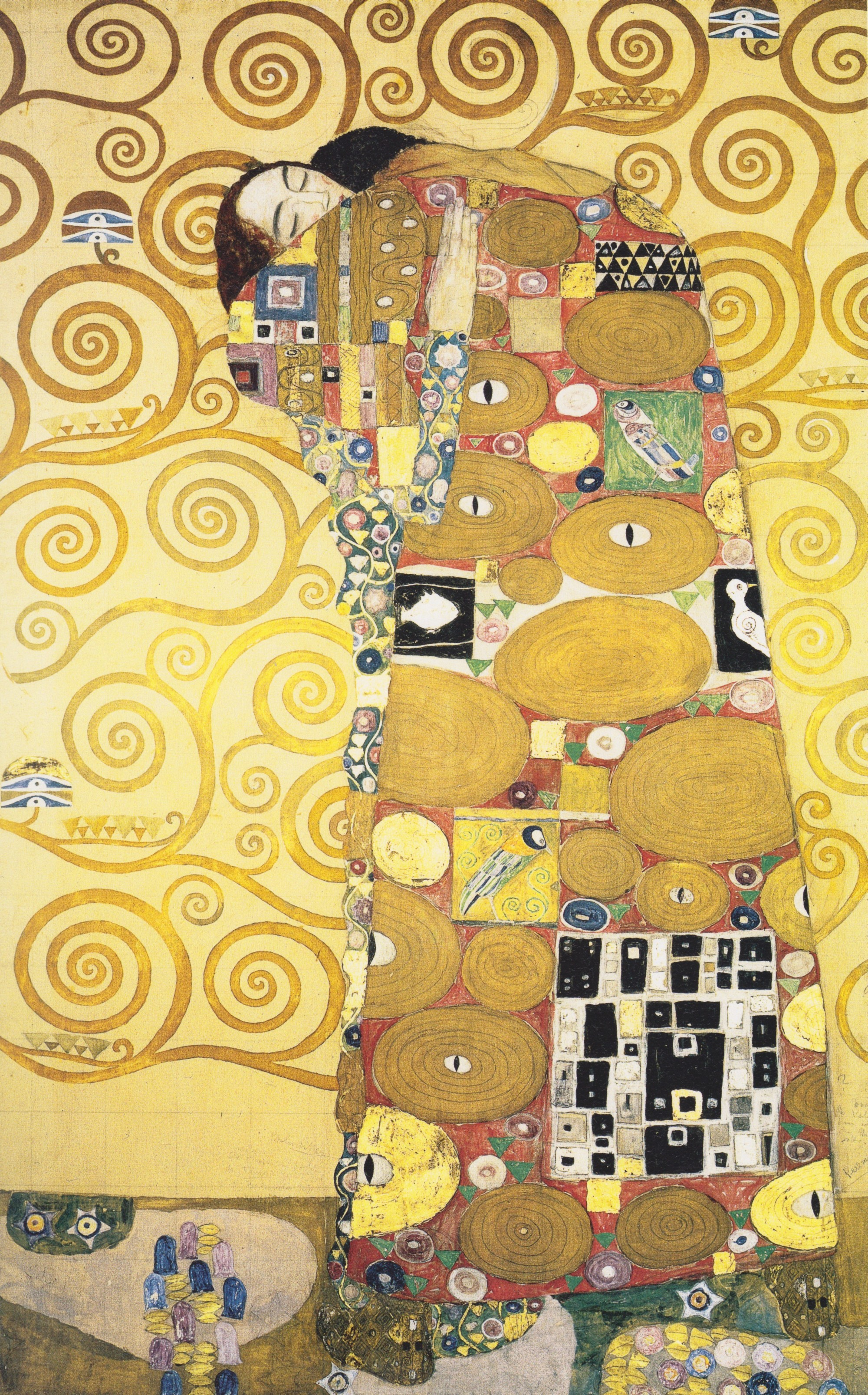
Die Erfüllung (Spełnienie) – fragment projektu wystroju jadalni autorstwa Gustava Klimta (ok. 1905–1909). Akwarela, gwasz, papier na drewnie, 192 x 118 cm

W architekturze i wystroju pałacu urzeczywistniła się utopia secesji: każdy detal, od ogrodu po narzędzia kuchenne, od fasady do łazienek został stworzony z myślą o jedności stylu. Pomiędzy wszystkimi elementami odnaleźć można udaną harmonię i współgranie. Wyszukane materiały, jak marmur i pozłacana metaloplastyka, czy urokliwa szlachetność budowli w niczym nie pomniejszają jej nowoczesności. Projekt pałacu odznacza się równowagą, rytmem, grą świateł, kolorystyką, wykończeniem powierzchni i charakterystyczną ikonografią. Budynek jest wzorowo zintegrowany z otoczeniem. Dekorację jego fasady stanowią proste, geometryczne linie. Ich piękno odbija się w okazałych basenach wodnych, podkreślając elegancką sylwetkę budynku. Udekorowana rzeźbami wieża stanowi symbiozę wszystkich dziedzin sztuki, która znajduje swoją kontynuację w skontrastowanej kompozycji pałacowych wnętrz. Ich dekoracja i umeblowanie były dziełem Hoffmanna oraz zaproszonych przez niego artystów, Gustava Klimta oraz członków Wiener Werkstätte: Bertolda Loefflera, Carla Otto Czeschki, Leopolda Forstnera, Michaela Powolnego, Franza Metznera, Kolomana Mosera oraz współpracującej z nimi Eleny Luksch-Makowsky. 
Wzorzec ukształtowania wnętrz stanowi jadalnia, zaprojektowana przez Josefa Hoffmanna. Wykończona różnokolorowym marmurem, drogocennym drewnem, wyprawioną skórą ze złoceniami, odznacza się arystokratyczną surowością podkreśloną srebrnymi detalami dekoracji stołu. Bogactwa wystroju jadalni dopełniają, na zasadzie kontrastu, mozaiki i freski ścienne Klimta. We freskach widoczny jest wzajemny wpływ środkowego okresu twórczości Klimta oraz twórczości artystów spod znaku Wiener Werkstätte. Podobnym stylem charakteryzują się inne pomieszczenia pałacu: łazienka, zaprojektowana przez Hoffmanna, czy pokój dziecięcy ozdobiony dekoracyjnymi fryzami Jungnickla.